# Dorcadion thianshanense
Dorcadion thianshanense är en skalbaggsart som beskrevs av Stefan von Breuning 1947. Dorcadion thianshanense ingår i släktet Dorcadion och familjen långhorningar. Inga underarter finns listade i Catalogue of Life.